# Kisapahida
Kisapahida (Păgâda, Păgida), település Romániában, Erdélyben, Fehér megyében.

## Fekvése
Marosújvártól délkeletre, a Maros partján, Nagyenyed északkeleti szomszédjában fekvő település.

## Története
Kisapahida nevét már 1299-ben említette oklevél Apahyda néven.
1343-ban olachalis Apahida, 1861-ben Poszida, 1888-ban Oláh Apahida, Pazsida, 1913-ban Kisapahida néven írták.
1910-ben 367 román, görögkatolikus lakosa volt.
A trianoni békeszerződés előtt Alsó-Fehér vármegye Nagyenyedi járásához tartozott.